# برت رونبرگ
برت رونبرگ (انگلیسی: Brett Roneberg؛ زادهٔ ۵ فوریهٔ ۱۹۷۹) بازیکن بیس‌بال اهل استرالیا است.
وی در مسابقات کشوری و بین‌المللی در مجموع برندهٔ ۱ مدال نقره شده‌است.